# سویفت (آلاباما)
سویفت (به انگلیسی: Swift) یک منطقهٔ مسکونی در ایالات متحده آمریکا است که در شهرستان بالدوین، آلاباما واقع شده‌است. سویفت ۷٫۰۱ متر بالاتر از سطح دریا واقع شده‌است.